# Psalidoma holubi
Psalidoma holubi là một loài bọ cánh cứng trong họ Chrysomelidae. Loài này được Spaeth miêu tả khoa học năm 1899.